# Gustavo Florentín
Gustavo Atilano Florentín Morínigo (San Antonio, 30 de junho de 1978) é um treinador  e ex-futebolista paraguaio que atuava como zagueiro. Atualmente está sem clube.

## Carreira como treinador
Comandou as equipes do Cerro Porteño, onde conseguiu chegar às semifinais da Copa Sul-Americana de 2016 na qual foi eliminado pelo Atlético Nacional. Também dirigiu o Sportivo Luqueño, Deportivo Capiatá e Guaraní. Em 26 de abril de 2021 foi confirmado como novo treinador do The Strongest, da Bolívia, para disputar a Copa Libertadores, renunciando a seu contrato em 15 de agosto de 2021.

### Sport
Foi anunciado pelo Sport no dia 25 de agosto de 2021, chegando com a missão de livrar a equipe do rebaixamento no Campeonato Brasileiro. Florentín não obteve êxito, o Sport foi rebaixado e o treinador comandou o Leão em 20 jogos na Série A, com seis vitórias, quatro empates e 10 derrotas.
Após um mau desempenho em 2022, que culminou com a eliminação na primeira fase da Copa do Brasil para o Altos, Florentín foi demitido no dia 3 de março.